# John Brooks, Baron Brooks of Tremorfa
John Edward Brooks, Baron Brooks of Tremorfa DL (* 12. April 1927; † 4. März 2016) war ein britischer Politiker (Labour Party), Life Peer und Boxsport-Funktionär.

## Leben und Karriere
Brooks wurde 1927 als Sohn von Edward George Brooks und Rachel White geboren. Er besuchte Coleg Harlech, ein weiterführendes College, in Harlech, Grafschaft Merionethshire, Wales, und studierte am University College, Cardiff.
Brooks war zwischen 1966 und 1984 Parteisekretär der Labour Party für den Wahlkreis Cardiff South East. Er trat für die Labour Party bei der Unterhauswahl im Februar 1974 und der Unterhauswahl im Oktober 1974 im Wahlkreis Barry an. Brooks war als Parliamentary Agent für James Callaghan tätig.
Er war von 1973 bis 1993 Mitglied Ratsmitglied im Glamorgan City Council. Von 1973 bis 1977 und von 1986 bis 1992 war er dort Fraktionsvorsitzender (Leader); von 1981 bis 1982 war er Vorsitzender (Chairman) des Gremiums. Von 1978 bis 1979 war er Vorsitzender (Chairman) der Labour Party in Wales. Bei der Cardiff Bay Development Corporation war er seit 1987 Mitglied (bis 1996) und wurde auch deren stellvertretender Vorsitzender (Deputy Chairman). Seit 1994 war er Deputy Lieutenant (D.L.) von South Glamorgan. Er lebte in Rumney, einem Stadtteil von Cardiff.
Nachdem er seit 1986 Steward von 1999 bis 2000 stellvertretender Vorsitzender (Vice-Chairman) des British Boxing Board of Control gewesen war, war er seit 2004 dessen Präsident.
Außerdem war er seit 1988 Vorsitzender (Chairman) der Welsh Sports Hall of Fame und seit 1992 von Sportsmatch Wales.
Nach dem Tod von Audrey und James Callaghan lobte er seinen Führungsstil und ihre Unterstützung für ihren Ehemann.

## Mitgliedschaft im House of Lords
Brooks wurde am 17. Juli 1979 zum Life Peer als Baron Brooks of Tremorfa, of Tremorfa in the County of Glamorgan ernannt. Seine offizielle Einführung im House of Lords erfolgte am 23. Juli 1979 mit der Unterstützung von Gordon Parry, Baron Parry und Lord Leonard. Seine Antrittsrede hielt er am 24. Oktober 1979.
Von 1980 bis 1981 war er Oppositionssprecher für Verteidigung. Er spielte eine wichtige Rolle bei der Neuentwicklung des Dockbereiches in Cardiff, mittlerweile als Cardiff Bay bekannt.
In den 1980er Jahren meldete er sich zu den Themen Bildung, dem arabisch-israelischen Konflikt sowie zum Thema „Zentrale und kommunale Verwaltung“ zu Wort. Er sprach in den 1990er Jahren zum Freiwilligendienst in Wales, den Kosten der britischen EU-Mitgliedschaft und der Local Government (Wales) Bill. In den 2000er Jahren meldete er sich zu den Anforderungen an Pflegeheime und zum Brixton-Gefängnis zu Wort. Zuletzt meldete er sich 2003 in schriftlicher Form zu Wort.
Von 1990 bis 1991 gehörte er dem Ecclesiastical Committee und von 1980 bis 1998 dem Statutory Instruments Committee an. Im Juli 2000 gehörte er zu 18 Labour-Peers, die einen Gesetzentwurf ablehnten und zum vorläufigen Scheitern brachten.
An Sitzungstagen war er regelmäßig anwesend. Am 18. Juli 2014 bekam er vom House of Lords einen Leave of Absence gewährt und war damit bis zu seinem Tod von der Arbeit im Parlament beurlaubt.

## Ehrungen
Er war Honorary Fellow des University of Wales Institute, Cardiff (UWIC).

## Familie
Er heiratete 1948 und ließ sich 1956 scheiden. 1958 heiratete er in zweiter Ehe Margaret Pringle. Mit seiner ersten Frau hat er einen Sohn und eine Tochter und mit seiner zweiten Frau zwei Söhne. Einer der Söhne, Anthony Brooks, starb im Januar 2004 an Krebs.